# Antonio Amendola
Antonio Amendola, né en 1931 à San Lucido (Calabre), est un acteur, réalisateur et scénariste italien.

## Biographie
Antonio Amendola, parfois appelé Tony Amendola, commence à jouer la comédie dès son plus jeune âge ; il est l'un des adolescents dans le film néoréaliste Sciuscià (1946) de Vittorio De Sica puis apparaît dans de nombreux films jusqu'à la fin de la décennie suivante.
En 1959, il réalise son premier long métrage sous le pseudonyme de Tony Hepburn Le donne ci tengono assai ; en 1961, il écrit et réalise le film Les Starlettes sur un concours de beauté.
En 1983/84, il produit deux films.

## Filmographie

### Scénariste
- 1946 : Sciuscià de Vittorio De Sica
- 1950 : Demain il sera trop tard (Domani è troppo tardi) de Léonide Moguy
- 1950 : Beautés à bicyclette (Bellezze in bicicletta) de Carlo Campogalliani
- 1952 : Le Prince esclave (Le meravigliose avventure di Guerrin Meschino) de Pietro Francisci
- 1952 : Non ho paura di vivere (it) de Fabrizio Taglioni (it)
- 1952 : L'accordeur est arrivé (È arrivato l'accordatore) de Duilio Coletti
- 1952 : Il prezzo dell'onore (it) de Ferdinando Baldi
- 1953 : Un dimanche romain (La domenica della buona gente) d'Anton Giulio Majano
- 1954 : Attila, fléau de Dieu (Attila) de Pietro Francisci
- 1956 : Rossana (Storia di una minorenne) de Piero Costa
- 1956 : Due sosia in allegria d'Ignazio Ferronetti
- 1956 : Roland, prince vaillant (Orlando e i Paladini di Francia) de Pietro Francisci
- 1958 : Double Vie (it) (Il bacio del sole) de Siro Marcellini

### Réalisateur
- 1959 : Le donne ci tengono assai
- 1961 : Les Starlettes (Le ambiziose)